# International Medical University
International Medical University (IMU) er et privat engelsksproget universitet i Kuala Lumpur, og Malaysias førende private sundhedsvidenskabelige universitet. Det blev etableret i 1992, og er aktivt inden for forskning og undervisning inden for medicin og sundhedspleje med en stærk international orientering. Den største aktionær i universitetet er den statsejede kommercielle investeringsfond Khazanah Nasional. Khazanah Nasional er også den største aktionær i det Singapore-baserede selskab Parkway Holdings, Sydøstasiens største private hospitals- og sundhedsselskab.
Universitetet tilbyder en række uddannelser inden for lægevidenskab, tandpleje, farmaci, farmaceutisk kemi, sygepleje, sygeplejevidenskab, diætetik med ernæring, ernæring, psykologi, biomedicin, medicinsk bioteknologi, kiropraktik og kinesisk medicin.